# Korb (Románia)
Korb, román nyelven Corbi, falu Romániában, Erdélyben, Brassó megyében.

## Fekvése
A Fogarasi-havasok alatt, Felsőucsa északi szomszédjában fekvő település.

## Története
A trianoni békeszerződés előtt Fogaras vármegye Alsóárpási járásához tartozott.
1910-ben 453 lakosából 5 német, 447 román volt. Ebből 5 református, 447 görögkeleti ortodox volt.